# Costa Fascinosa
Costa Fascinosa è una nave da crociera della compagnia genovese Costa Crociere.

## Storia
È stata ordinata nell'ottobre del 2007 e costruita nei cantieri navali della Fincantieri di Marghera. È entrata in servizio il 5 maggio 2012.
I nomi Costa Fascinosa e Costa Favolosa sono stati selezionati tramite un concorso. La scelta dei nomi è stata guidata da circa 40 000 agenti di viaggio in oltre 40 paesi, che hanno presentato più di 16 000 coppie di nomi possibili per le due navi. Alla fine, venticinque coppie di nomi sono state pubblicate sul sito World of Costa, dove i visitatori sono stati invitati a scegliere il loro abbinamento preferito e, dopo più di 42 000 preferenze espresse, alla fine sono risultati vincitori i nomi "Favolosa" e "Fascinosa".
Dal 5 al 13 novembre 2019, Costa Fascinosa è stata sottoposta a grandi lavori presso il bacino di carenaggio dei cantieri navali di Marsiglia, interventi durante i quali si è proceduto alla pulizia della carena e all’inserimento di una nuova cassa di trattamento e depurazione dei liquami, così come all’applicazione di vernice siliconica antivegetativa alla carena per una maggiore impronta ecosostenibile.

## Caratteristiche
Costa Fascinosa è costata approssimativamente 510 milioni di euro. È tra le più grandi delle 15 navi della flotta e tra le più grandi navi da crociera della marina mercantile italiana. È lunga 290 m, larga 35,5& m, comprende 5 piscine idromassaggio, 3 piscine tradizionali (di cui una con copertura semovente). La nave ha 1 508 cabine totali, (di cui: 91 all'interno dell'area benessere, 524 con balcone privato, 58 suite tutte con balcone privato, 12 suite all'interno dell'area benessere), inoltre ha una sala videogiochi, un teatro su tre piani,due campi da ping pong al ponte 9, saune, il centro benessere Solemio, 13 bar, 5 ristoranti, un Casinò, una Discoteca, uno scivolo acquatico, delle postazioni internet, negozi, un campo da basket e un percorso da jogging esterno. Differisce dalla classe Concordia per la mancanza di una sovrastruttura a poppa, e per la costruzione di un parco acquatico per bambini situato nella zona centrale della nave.
Il centro benessere Solemio si sviluppa su due piani per un totale di 6.000 m² e comprende una palestra, terme, una piscina per talassoterapia, sale trattamenti, sauna, bagno turco, solarium UVA, cabine e suite ed un ristorante dedicato. 
Il ristorante "Il Gattopardo" è ispirato al salone delle feste del Palazzo Valguarnera-Gangi di Palermo, da cui il regista Luchino Visconti trasse spunto per l'ambientazione del ballo nel film omonimo.
La nave ha una stazza lorda di 114 500 tonnellate e può trasportare fino a 3 800 passeggeri nelle sue 1 508 cabine.

### I Ponti diCosta Fascinosa
In totale ha 13 ponti destinati ai passeggeri. Questi hanno ciascuno il nome di un personaggio di un'opera lirica:
- Ponte 1: Irma
  - cabine ospiti
- Ponte 2: Rigoletto
  - cabine ospiti
- Ponte 3: Gradisca
  - Teatro Bel Ami, a prua
  - Atrio Amarcord, a centro nave
  - Ristorante Otto e mezzo, a centro nave
  - Ristorante Il Gattopardo, a poppa
- Ponte 4: Gilda
  - Teatro Bel Ami, a prua
  - Atrio Amarcord, a centro nave
  - Ristorante Otto e mezzo, a centro nave
  - Ristorante Il Gattopardo, a poppa
- Ponte 5: Aida
  - Teatro Bel Ami, a prua
  - Grand Bar Topkapi, a centro nave
  - Salone Chèri, a poppa
- Ponte 6: Tancredi
  - cabine ospiti

- Ponte 7: Zivago
  - cabine ospiti
- Ponte 8: Marlene
  - cabine ospiti
- Ponte 9: Carmen
  - cabine ospiti
  - Lido Blue Moon, a centro nave
  - Ristorante Buffet Tulipano Nero, a centro nave
  - Lido Via col Vento, a poppa
- Ponte 10: Turandot
  - cabine ospiti
  - Ristorante Buffet Tulipano Nero, a centro nave
- Ponte 11: Tosca
  - Centro Benessere Samsara, a prua
  - cabine ospiti
  - Lido Incantesimo, a centro nave
  - Ristorante Club Fascinosa, a centro nave
- Ponte 12: Butterfly
  - Centro Benessere Samsara, a prua
  - Bar Scuderia Costa, a prua
- Ponte 14: Dorothy

## Navi gemelle
- Costa Favolosa
- Costa Pacifica
- Costa Serena
- Costa Concordia (Naufragata all'Isola del Giglio nel 2012)
- Carnival Splendor

## Galleria d'immagini

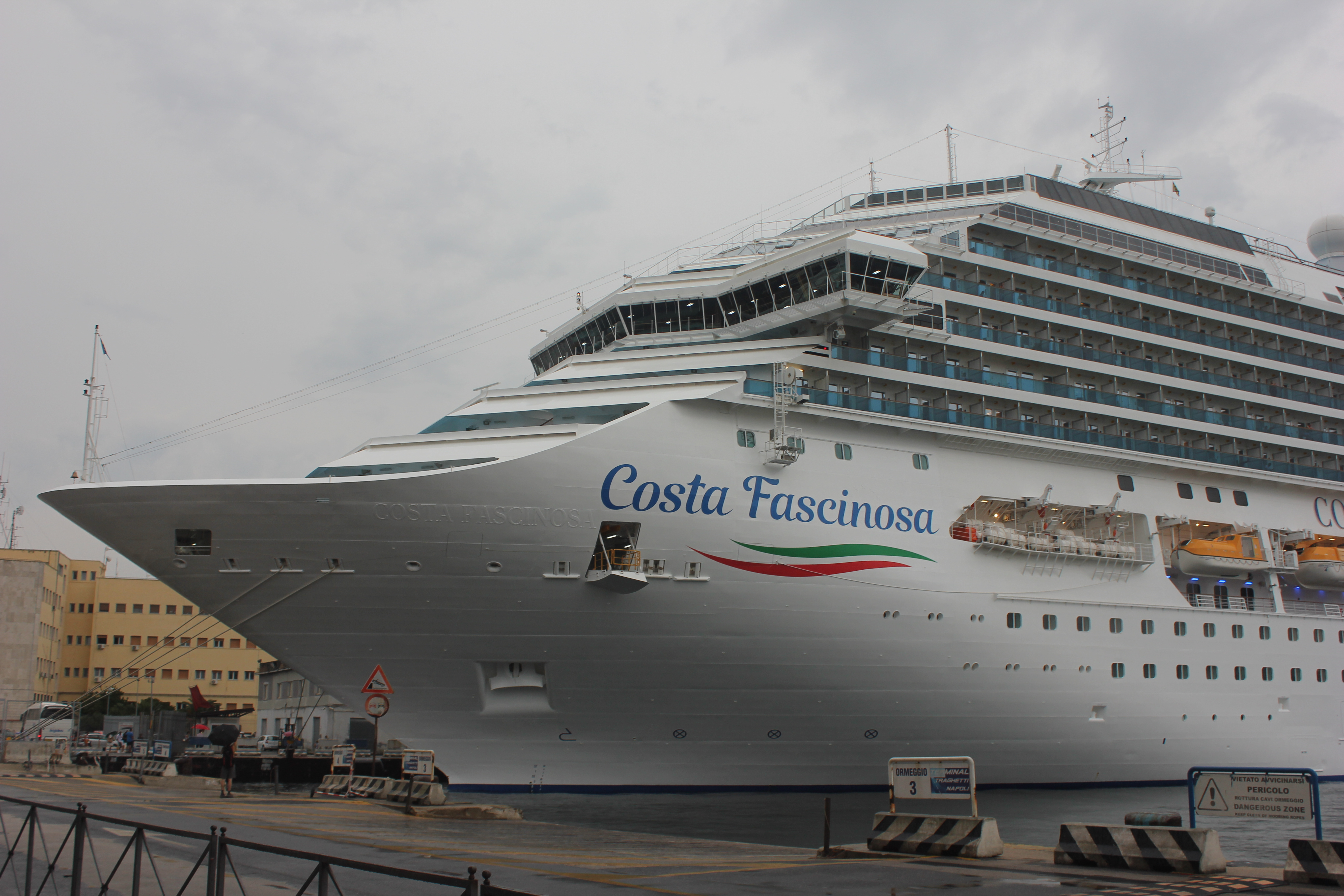
Primo piano della prua con la nuova livrea
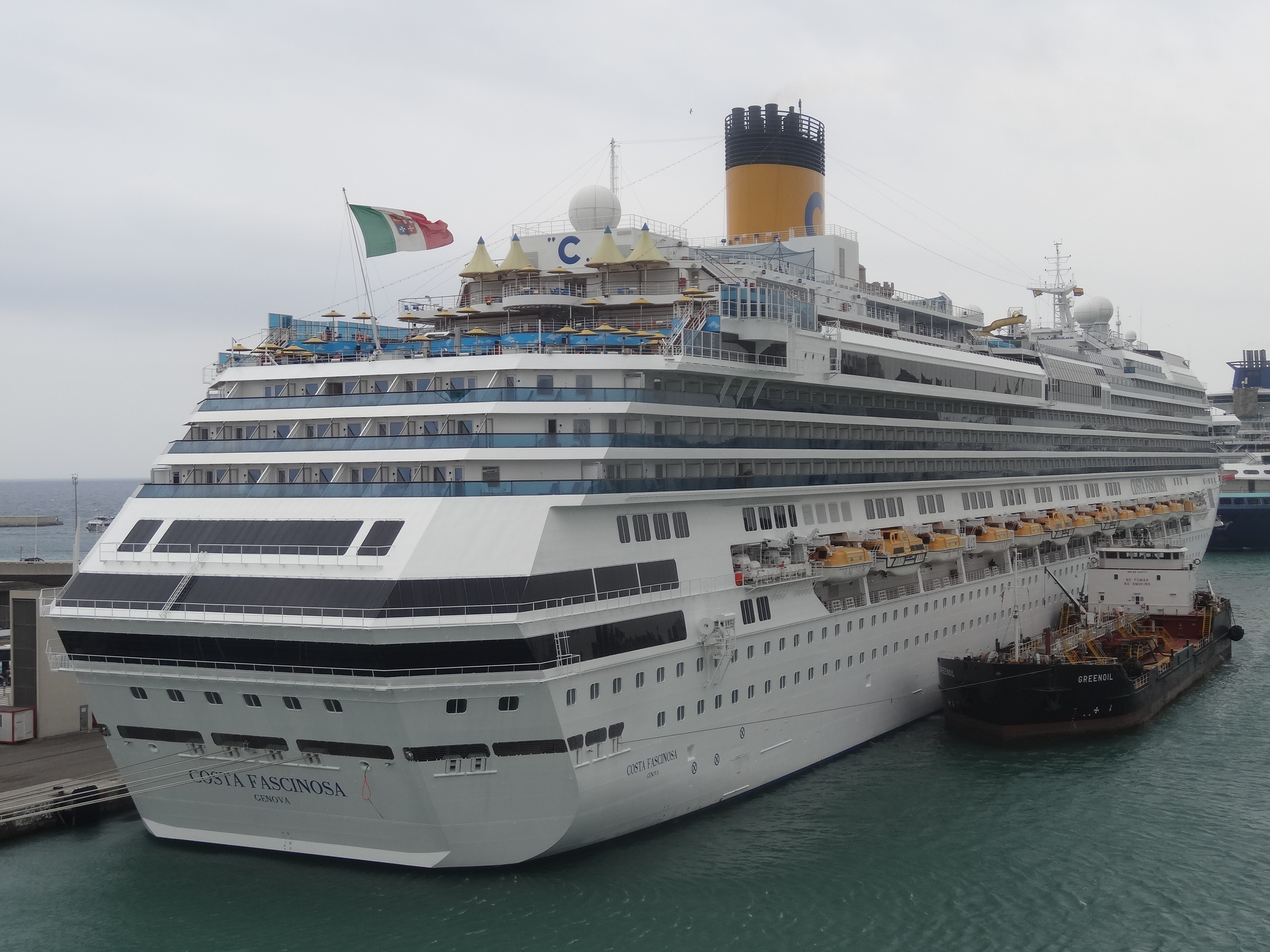
Vista di poppa della nave
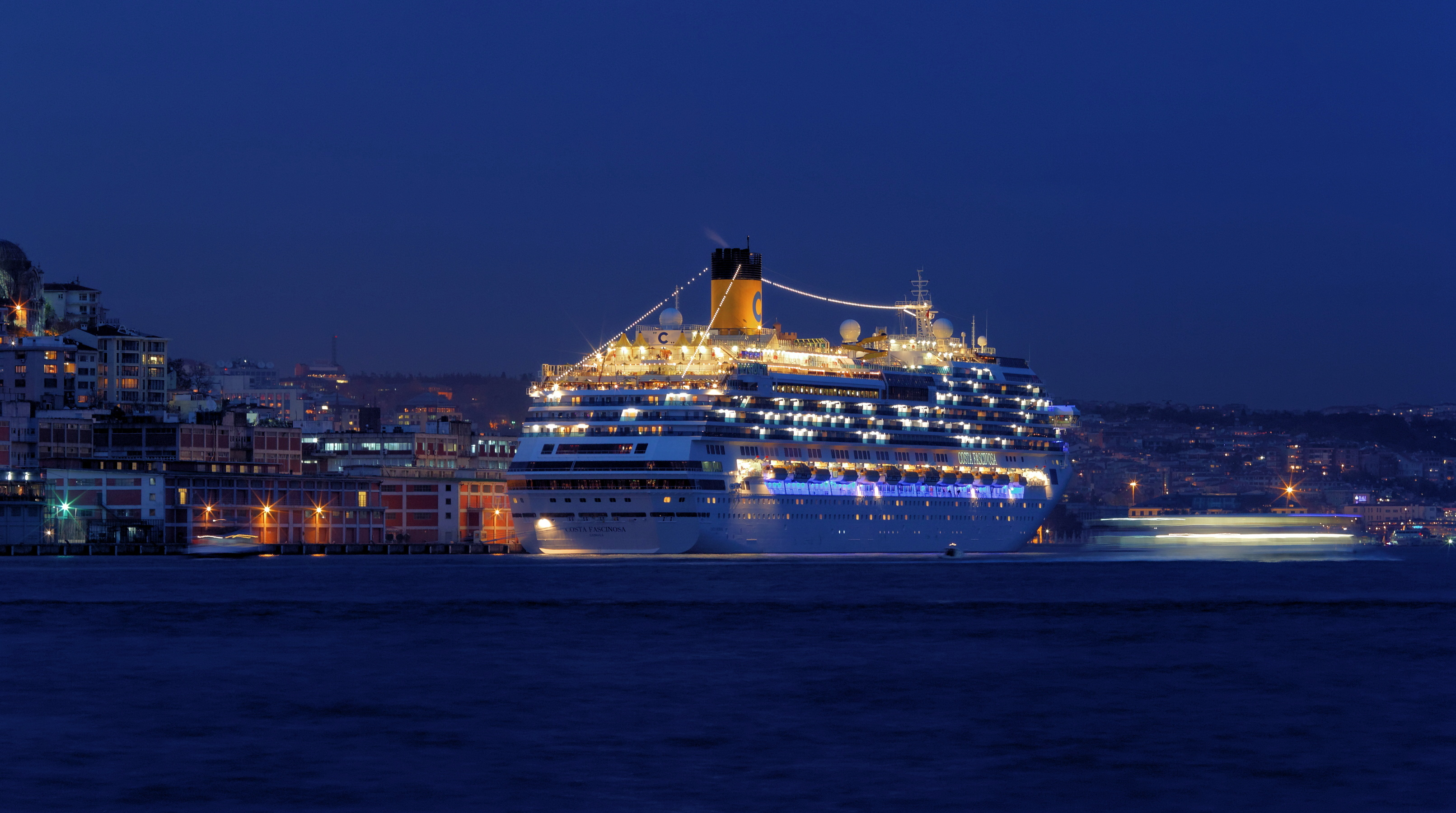
Costa Fascinosa nel porto di Istanbul nel 2013
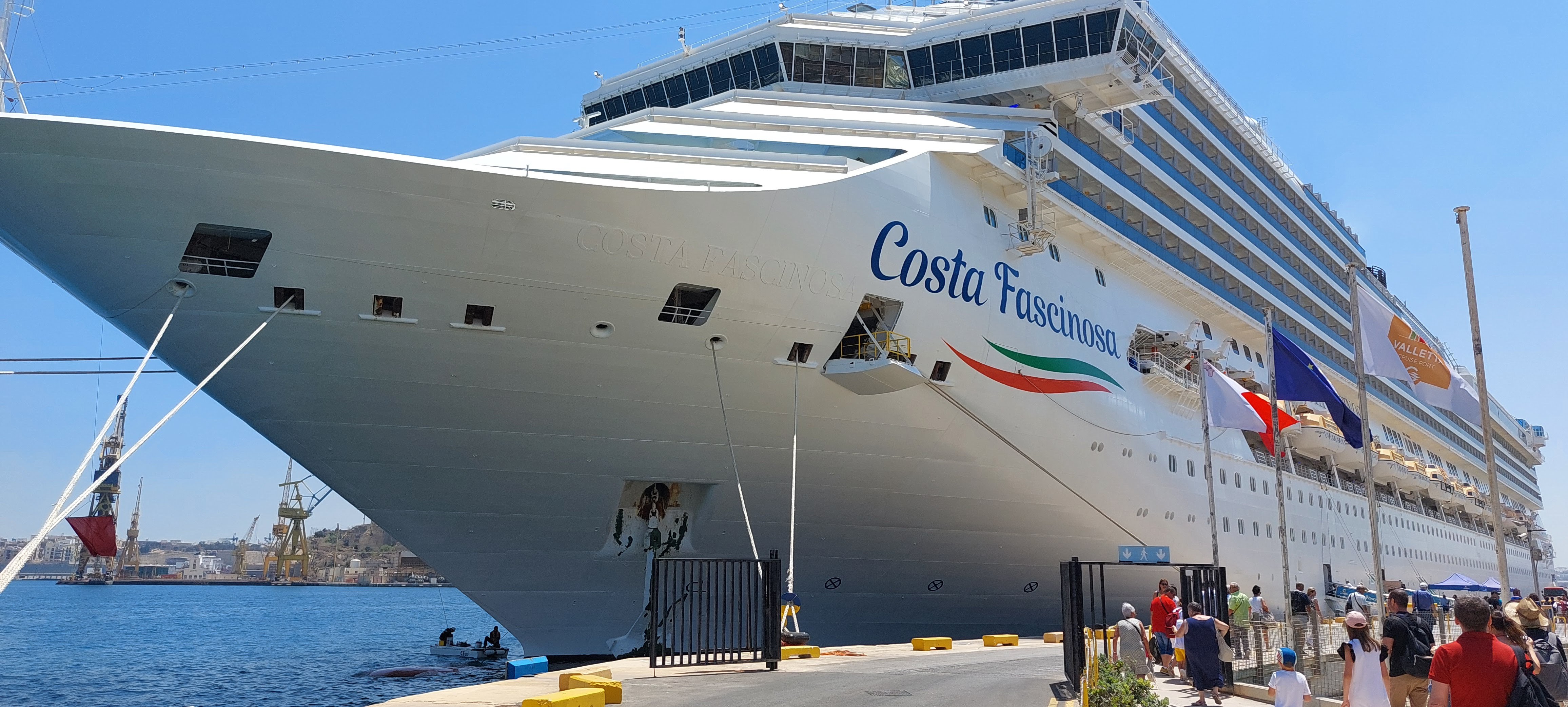
Costa Fascinosa al porto della Valletta (Malta)